# Anastrepha antilliensis
Anastrepha antilliensis är en tvåvingeart som beskrevs av Allen L.Norrbom 1998. Anastrepha antilliensis ingår i släktet Anastrepha och familjen borrflugor. Inga underarter finns listade i Catalogue of Life.